# Семесенко Іван
Іва́н Семесе́нко (1894—1920) — повстанський отаман, командир Запорозької козацької бригади імені С. Петлюри.

## Життєпис
За часів Центральної Ради служив в полку ім. гетьмана Павла Полуботка. В лютому 1918 вступає до 3-го Запорозького куреня полковника Всеволода Петріва. Брав участь в поході 1918 року у Крим.
Липнем 1918 був одним з організаторів заколоту проти Скоропадського в полку ім. Костя Гордієнка. Після невдачі полк розформовано, Семесенко отаманує на Полтавщині: Чорні гайдамаки, Низовий січовий курінь, кіннота отамана Дорошенка, загін ім. отамана Дорошенка.
В листопаді 1918 при повстанні проти Скоропадського сформував Залізний загін, котрий зайняв Лубни, стає начальником залоги. Делегації євреїв сказав так: «Справа йде про незалежність нашої держави. Коли маєте охоту творити опір, виріжу всіх без винятку».
14 лютого 1919 більшовики підготували повстання. Вночі 15 лютого більшовики захопили в Проскурові пошту і телеграф, організовують штаб, арештували коменданта міста Юрія Ківерчука.
15-16 лютого 1919 року в Проскурові відбувся єврейський погром, влаштований українським військом. Приводом стала невдала спроба більшовицького повстання проти української влади. На заклик осередку КП(б)У на Поділлі 15 лютого розпочалось повстання проти законного уряду Директорії УНР на території Подільської губернії. Після придушення повстання у Проскурові розпочалися погромні дії проти євреїв — мешканців міста. Було вбито 1200 осіб, з 600 поранених 300 померло.
Після погрому Семесенко протягом кількох місяців продовжував керувати своїм загоном. В лютому-березні він отримував неодноразові накази про переведення його військ з Проскурова до Новоград-Волинського, які вперто ігнорував. У травні 1919 року він отримав наказ з'явитися перед генеральним штабом, щоб пояснити свою поведінку. Тоді ж його заарештували за інцидент на станції Здолбунів, коли Семесенко почав погрожувати коменданту станції у відповідь на вимогу залишити локомотив, який Семесенко захопив у більшовиків у Полтавській губернії і вважав своєю власністю. Пояснювальні записки, які протягом слідства Семесенко писав на свій захист, стосувалися невиконання наказів та інциденту на станції Здолбунів, що вказує на те, які питання цікавили слідчих. Семесенко просидів у в'язниці в Кам'янці до листопада, коли денікінці захопили місто.
За твердженням полковника УНР Михайла Середи Симон Петлюра наказав провести розслідування швидко й покарати за всією суворістю закону, але комісія не встигла виконати наказ. Після звільнення з в'язниці Семесенко під іменем отамана Дорошенка переїхав до Галичини, одружився і перезимував. Навесні 1920 року при створенні Третьої залізної дивізії зголосився із загоном до неї. Але невдовзі розпочав незалежні дії, не підкоряючись наказам штабу. Дізнавшись, що виданий наказ про його арешт, розпустив свій загін і вирішив податися за кордон. За Коломиєю на чеському кордоні його заарештували і привезли до Чорткова, де за вироком польового суду розстріляли. За твердженням деяких сучасних істориків, його розстріляли не за погром, а за бунт проти Петлюри.